# 平田禎

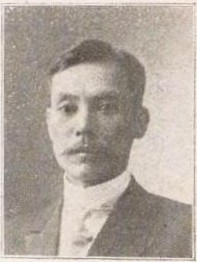
平田禎

平田 禎（ひらた てい / ただし、1870年11月8日（明治3年10月15日）- 1945年（昭和20年）9月30日）は、明治から昭和初期の農業経営者、政治家。衆議院議員。

## 経歴
大隅国肝属郡、のちの鹿児島県肝属郡鹿屋村（鹿屋町を経て現鹿屋市）で、大地主・平田五郎左衛門（のち五郎に改名）の息子として生まれる。普通学、和漢学を修め、1894年（明治27年）慶應義塾を卒業した。農業を営む。
父と和田井手の改築、和田新田の耕地整理事業の推進に尽力した。肝属郡会議員、同議長を務め、1911年（明治44年）鹿児島県会議員に選出された。
1912年（明治45年）5月の第11回衆議院議員総選挙で鹿児島県郡部から立憲政友会所属で出馬して初当選。1915年（大正4年）3月の第12回総選挙でも再選され、衆議院議員に連続2期在任した。この間、電灯会社設立の発起人となり、鹿屋電灯の設立に参画し取締役に就任した。政治に没頭すると資産を失うとの思いから政界を引退し、子息・太郎の政界進出も認めなかった。
その他、馬種改良、耕地整理に尽力し、晩年は山林の管理に専念した。